# 사쿠기구치역
사쿠기구치역(일본어: 作木口駅)은 일본 시마네현 오치군 오난정에 위치한 서일본 여객철도 산코 선의 철도역이다. 단선 승강장 1면 1선의 구조를 갖춘 지상역이었다.

## 이용 현황
| 승차 인원 추이 | 승차 인원 추이 |
| 연도           | 1일 평균       |
| -------------- | -------------- |
| 1999           | 10             |
| 2000           | 12             |
| 2001           | 10             |
| 2002           | 14             |
| 2003           | 12             |
| 2004           | 11             |
| 2005           | 6              |
| 2006           | 5              |
| 2007           | 5              |
| 2008           | 9              |
| 2009           | 6              |
| 2010           | 10             |
| 2011           | 7              |
| 2012           | 9              |
| 2013           | 6              |

## 역 주변
- 국도 제375호선
- 고노 강
- 미요시 시청 사쿠기 지소

## 역사
- 1963년 6월 30일 : 산코미나미 선의 시키지키 - 구치바 간 연장에 의해 개업.
- 1975년 8월 31일 : 이 역을 포함한 고쓰 - 미요시 간이 전체개통했기 때문에 산코미나미 선이 산코 선의 일부가 되어, 이 역도 그 소속으로 함.
- 1987년 4월 1일 : 일본국유철도 분할 민영화에 의해, 서일본 여객철도가 승계.
- 2018년 4월 1일 : 산코 선의 폐선에 따라 역의 영업 업무 종료.

## 인접 역
| 서일본 여객철도 산코 선 | 서일본 여객철도 산코 선 | 서일본 여객철도 산코 선 |
| ----------------------- | ----------------------- | ----------------------- |
| 고비라 고쓰 방면        | ■ 산코 선               | 고요도 미요시 방면      |